# Euophrys terrestris
Euophrys terrestris är en spindelart som först beskrevs av Simon 1871.  Euophrys terrestris ingår i släktet Euophrys och familjen hoppspindlar. Inga underarter finns listade i Catalogue of Life.